# Les Jardins du gué
 (août 2014).
Le parc floral des Jardins du gué est situé à Lhoumois, en France, sur le bord du Thouet, un affluent direct de la Loire ; il tire son nom d'un gué (le gué de Flais) qui permet de traverser la rivière en cet endroit. Ce parc floral fait partie des « Jardins remarquables », label attribué par le Ministère de la Culture.

## Présentation

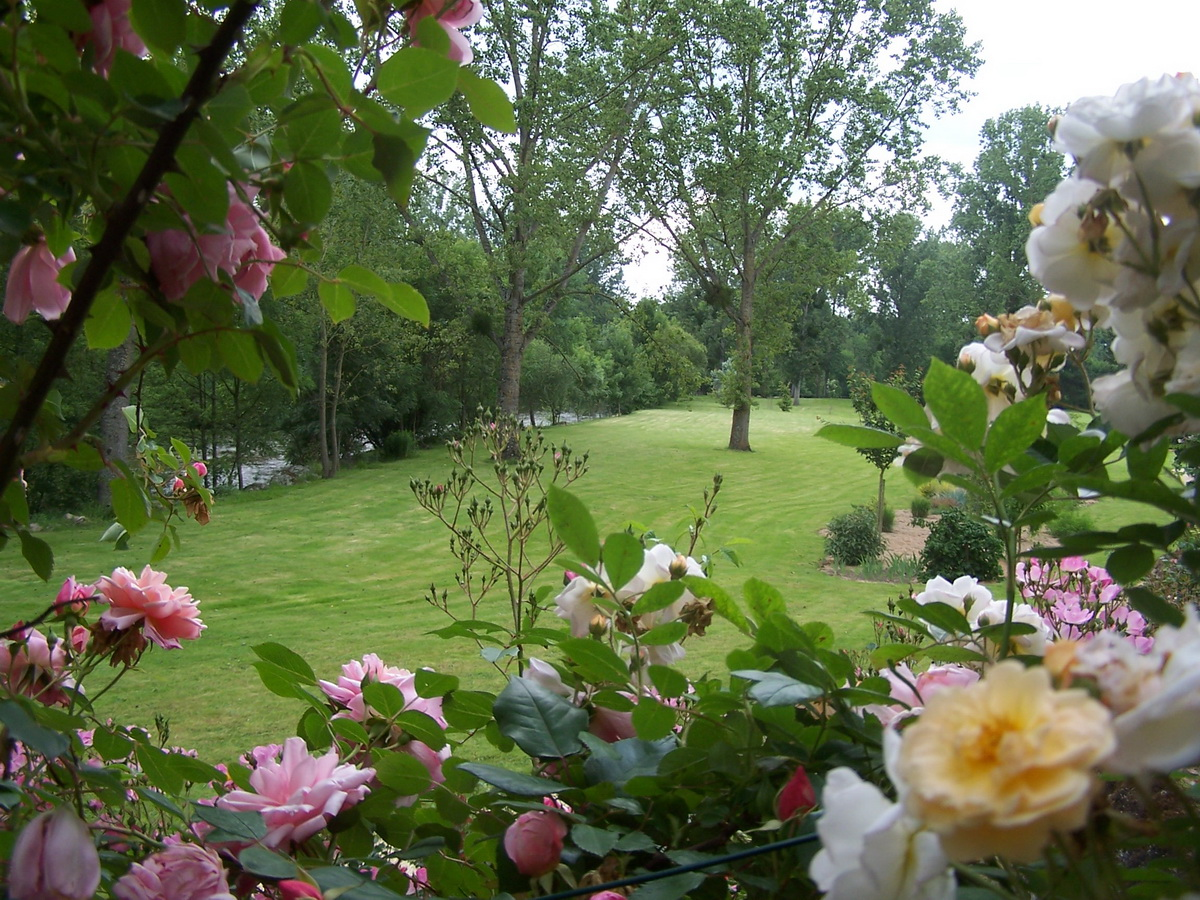
Vue des jardins du gué

Le parc floral est constitué de sept jardins, comme les sept jours de la semaine :
- le jardin des Voyageurs ;
- le jardin de l'Amour ;
- le jardin des Succulentes ;
- le jardin des Arts ;
- le jardin Gourmand ;
- le jardin des Braves ;
- le jardin du Temps.

Sur une surface de quatre hectares sont installées près de 2 000 espèces différentes de plantes, arbres, arbustes, vivaces, annuelles, succulentes[réf. nécessaire]... Un potager et un verger complètent la composition de ce parc. Dans le jardin des Arts, bassins et colonnades évoquent un style florentin[réf. nécessaire]. Au cœur du jardin Gourmand, un espace potager se réfère au capitulaire de Villis, texte par lequel Charlemagne dictait ce qu'il voulait qu'on installe dans les potagers de son empire.